# بيتر كولين (لاعب كرة قدم)
بيتر كولين هو لاعب كرة قدم بلجيكي في مركز قلب الدفاع، ولد في 20 يونيو 1980 في غنت في بلجيكا. شارك مع منتخب بلجيكا لكرة القدم. أما مع النوادي، فقد لعب مع إن إي سي نيميخن وبيفيرين وفاينورد وفيتيسه آرنهم ونادي بريزبان رور ونادي سينت ترويدن ونادي غينت ونادي كامبور وناك بريدا.

## وصلات خارجية
- بيتر كولين (لاعب كرة قدم) على موقع الاتحاد البلجيكي (الإنجليزية)
- بيتر كولين (لاعب كرة قدم) على موقع قاعدة بيانات كرة القدم.إي يو (الإنجليزية)
- بيتر كولين (لاعب كرة قدم) على موقع ناشيونال فوتبول تيمز (الإنجليزية)
- بيتر كولين (لاعب كرة قدم) على موقع عالم كرة القدم.نت (الإنجليزية)